# UFC Fight Night: Edgar vs. The Korean Zombie
UFC Fight Night: Edgar vs. The Korean Zombie (även UFC Fight Night 165 och UFC on ESPN+ 23) var en MMA-gala som arrangerades av UFC och ägde rum 21 december 2019 i Busan, Sydkorea.

## Bakgrund
Det var första gången UFC anordnade en gala i Busan, och den andra gången en gala anordnas i landet. Den förra var UFC Fight Night: Henderson vs. Masvidal 28 november 2015.

### Ändringar
En fjäderviktsmatch mellan före detta mästaren Frankie Edgar och Jung Chan-Sung är tänkt att stå som huvudmatch, main event. Ursprungligen var The Korean Zombie tänkt att möta Brian Ortega, men Ortega var tvungen att dra sig ur matchen på grund av en knäskada.
En flugviktsmatch mellan Ji Yeon Kim och Sabina Mazo var planerad till galan, men 30 oktober 2019 var Kim tvungen att dra sig ur mathen på grund av skada.
Veronica Macedo var tänkt att möta Amanda Lemos i en flugviktsmatch, men UFC valde att flytta Macedo till UFC Fight Night: Błachowicz vs. Jacaré som motståndare åt Ariane Lipski 16 november 2019. Ny motståndare åt Lemos blev istället Miranda Granger.

### Invägning
Vid invägningen streamad på Youtube vägde utövarna följande:

## Resultat
1. ↑   1 poängs avdrag i rond 1 för Choi för burhållning

## Bonusar
Följande MMA-utövare fick bonusar om 50 000 USD vardera:
- Fight of the Night: Charles Jourdain vs. Doo Ho Choi
- Performance of the Night: Jung Chan-Sung och Alexandre Pantoja